# Roh-nin Förlag
Roh-nin Förlag är ett bokförlag som ger ut politisk teori och filosofi. Förlaget fick uppmärksamhet i samband med att vinnaren av SVT:s politiska realityserie Toppkandidaterna (2006), Petter Nilsson, skänkte 100 000 kronor till dem. Förlaget har bland annat gett ut antologin Copy me (2005), sammansatt av Piratbyrån, och Harry Cleavers Att läsa Kapitalet politiskt (2007).

## Utgivning
- Kaarto, Marcus; Fleischer, Rasmus, red (2005). Copy me: samlade texter från Piratbyrån (1. svenska utg.). Stockholm: Roh-nin. Libris 9951527. ISBN 91-975797-0-X
- Cleaver, Harry; Sjöberg, Gustav (2007). Att läsa Kapitalet politiskt. Stockholm: Roh-nin förlag. Libris 10438815. ISBN 9789197579711
- Wiklund, Jan (2010). Demokratins bärare: det globala folkrörelsesystemet. Stockholm: Aktivism.info & Roh-nin förlag. Libris 11789376. ISBN 9789197869607
- Wåg, Mathias, red (2011). I stundens hetta: svarta block, vita overaller och osynliga partier. Stockholm: Roh-nin förlag. Libris 12233141. ISBN 9163390159